# Theodor Wiese
Theodor Carl Gottfried Wiese (* 7. Juli 1893 in Brandenburg an der Havel; † 9. Oktober 1946 in München) war ein deutscher Maler.

## Leben und Werk
Theodor Wiese war der Sohn des Dekorationsmalermeisters und Kunstmalers Theodor Wiese, der in Brandenburg lebte. Bei ihm lernte Theodor Wiese das Malerhandwerk. Ab 1917 studierte er an der Kunstakademie in  München an der Zeichenschule bei Angelo Jank. Er stellte 1924 und 1930 bei den Ausstellungen der Münchner Künstlergenossenschaft im Glaspalast aus.
Theodor Wiese hinterließ eine Reihe von Ölbildern, Pastellen und Zeichnungen, teils im Stil der Impressionismus, teils in naturalistischer Auffassung. Viele seiner Werke zeigen Münchner Motive (Theatinerkirche, Lukaskirche, Englischer Garten). Bekannt sind von Theo Wiese auch Bilder mit Motiven aus Oberbayern, dem Altmühltal und aus Spanien. Theodor Wiese signierte seine Bilder mit „Theo Wiese München“ oder „Theo Wiese Mchn.“, manchmal folgte dann noch eine Datierung.
Am 2. Dezember 1920 heiratete Theodor Wiese die aus Philadelphia stammende Gesangslehrerin Emma Whitney, Tochter eines Fabrikbesitzers.

## Archivalien
- Stadtarchiv München, Polizeimeldebögen W 214